# Хэйуорд, Кара
Кара Хэйуорд (англ. Kara Hayward; род. 17 ноября 1998, Уинчестер) — американская актриса.

## Биография
Кара Хэйуорд родилась 17 ноября 1998 года в Уинчестере, штат Массачусетс, США. Родители — Джон и Карен Хэйуорд. У Кары есть младшая сестра. Семья переехала в Андовер, где Кара посещала среднюю школу. С 9 лет она является членом «Менса».
Кинодебют Кары состоялся в 2012 году. Она получила известность благодаря роли в фильме «Королевство полной луны».
В 2016 году сыграла в фильме «Манчестер у моря».
В 2018 году озвучила одного из персонажей мультфильма «Остров собак».

## Фильмография
| Год  |     | Русское название                             | Оригинальное название                 | Роль         |
| ---- | --- | -------------------------------------------- | ------------------------------------- | ------------ |
| 2012 | кор | Королевство полной луны: Анимированная книга | Moonrise Kingdom: Animated Book Short | Сьюзи Бишоп  |
| 2012 | ф   | Королевство полной луны                      | Moonrise Kingdom                      | Сьюзи Бишоп  |
| 2013 | с   | Закон и порядок: Специальный корпус          | Law & Order: Special Victims Unit     | Рейчел Бернс |
| 2013 | с   | Белый воротничок                             | White Collar                          | Би Уолкотт   |
| 2014 | ф   | Сестричество ночи                            | The Sisterhood of Night               | Эмили Пэррис |
| 2015 | ф   | Лодыри                                       | Quitters                              | Итта         |
| 2015 | ф   | Фанатка                                      | Fan Girl                              | Джейми       |
| 2016 | ф   | Манчестер у моря                             | Manchester by the Sea                 | Сильвия      |
| 2016 | ф   | Патерсон                                     | Paterson                              | студентка    |
| 2016 | с   | Ненавистники, прочь!                         | Haters Back Off                       | Аманда       |
| 2018 | мф  | Остров собак                                 | Isle of Dogs                          | Пепперминт   |
| 2019 | ф   | Мы                                           | Us                                    | Нэнси / Сид  |
| 2019 | ф   | К звёздам                                    | To the Stars                          | Айрис        |
| 2020 | ф   | Социальная дилемма                           | The Social Dilemma                    | Кассандра    |
| 2020 | ф   |                                              | Drunk Bus                             | Кэт          |
| 2020 | с   |                                              | The Shadow Diaries                    | Шена Секко   |
| 2021 | ф   |                                              | Slayers                               |              |

## Награды и номинации
| Год  | Награда                                            | Категория                              | Работа                  | Результат |
| ---- | -------------------------------------------------- | -------------------------------------- | ----------------------- | --------- |
| 2012 | Boston Society of Film Critics Awards              | Лучший актёрский ансамбль              | Королевство полной луны | Номинация |
| 2012 | Ассоциация кинокритиков Чикаго                     | Самый многообещающий исполнитель       | Королевство полной луны | Номинация |
| 2012 | Golden Schmoes Awards                              | Прорыв года                            | Королевство полной луны | Номинация |
| 2012 | Gotham Awards                                      | Лучший актёрский ансамбль              | Королевство полной луны | Номинация |
| 2012 | Phoenix Film Critics Society Awards                | Лучший актёрский ансамбль              | Королевство полной луны | Победа    |
| 2012 | Phoenix Film Critics Society Awards                | Лучшая молодая актриса                 | Королевство полной луны | Номинация |
| 2012 | Southeastern Film Critics Association Awards       | Лучший актёрский ансамбль              | Королевство полной луны | Номинация |
| 2012 | Washington DC Area Film Critics Association Awards | Лучший молодой исполнитель             | Королевство полной луны | Номинация |
| 2012 | Washington DC Area Film Critics Association Awards | Joe Barber Award                       | Королевство полной луны | Номинация |
| 2013 | Broadcast Film Critics Association Awards          | Лучший молодой актёр / актриса         | Королевство полной луны | Номинация |
| 2013 | Central Ohio Film Critics Association Award        | Лучший актёрский ансамбль              | Королевство полной луны | Победа    |
| 2013 | MTV Movie Awards                                   | Лучший поцелуй                         | Королевство полной луны | Номинация |
| 2013 | Online Film & Television Association Award         | Лучший молодой исполнитель             | Королевство полной луны | Номинация |
| 2013 | Online Film & Television Association Award         | Лучший прорыв — Актриса                | Королевство полной луны | Номинация |
| 2013 | Молодой актёр                                      | Лучшая актриса в художественном фильме | Королевство полной луны | Номинация |
| 2017 | Gold Derby Awards                                  | Лучший актёрский ансамбль              | Манчестер у моря        | Номинация |